# Idaea reisseri
Idaea reisseri là một loài bướm đêm trong họ Geometridae.